# 10448 Шавлов
10448 Шавлов (10448 Schawlow) — астероїд головного поясу, відкритий 16 жовтня 1977 року.
Тіссеранів параметр щодо Юпітера — 3,306.